# Alter Friedhof (Kötzschenbroda)
Der Alte Friedhof von Kötzschenbroda, auch Gottesacker oder Diakonissenfriedhof, wurde bei Fürstenhain ursprünglich als Pestfriedhof, später als Erweiterung zum Kirchhof der Friedenskirche eingerichtet. Der Alte Friedhof an der Straße Am Gottesacker mit seinen Diakonissen-Gräbern steht heute als Sachgesamtheit sowie als Werk der Landschafts- und Gartengestaltung unter Denkmalschutz, zudem sind die Parentationshalle (ohne den südlichen Anbau), die Einfriedung sowie einige Grabmale als Einzeldenkmal festgelegt. Die Seite zur Kötzschenbrodaer Straße hat von dort keinen Eingang.

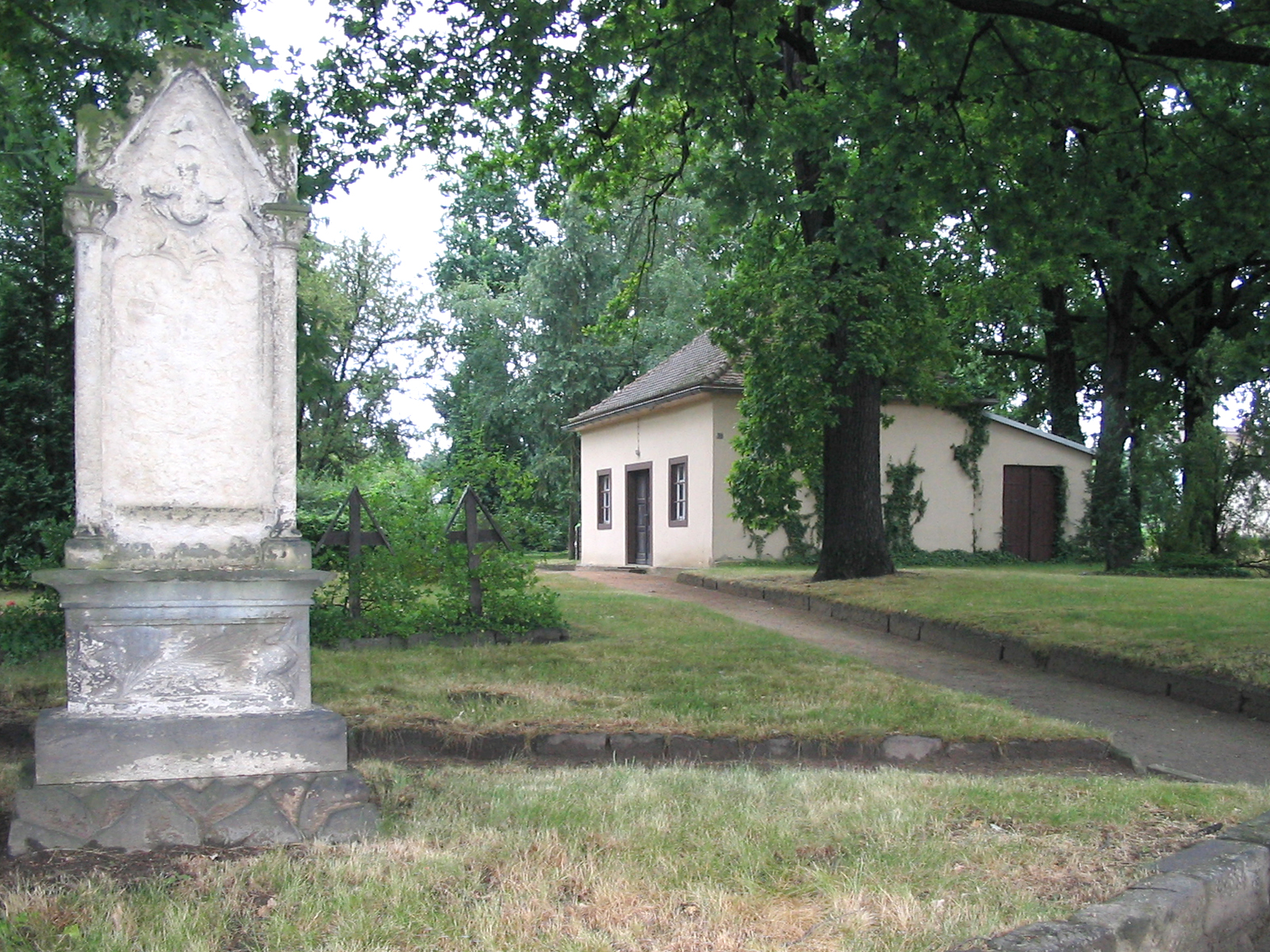
Parentationshalle Alter Friedhof

## Geschichte

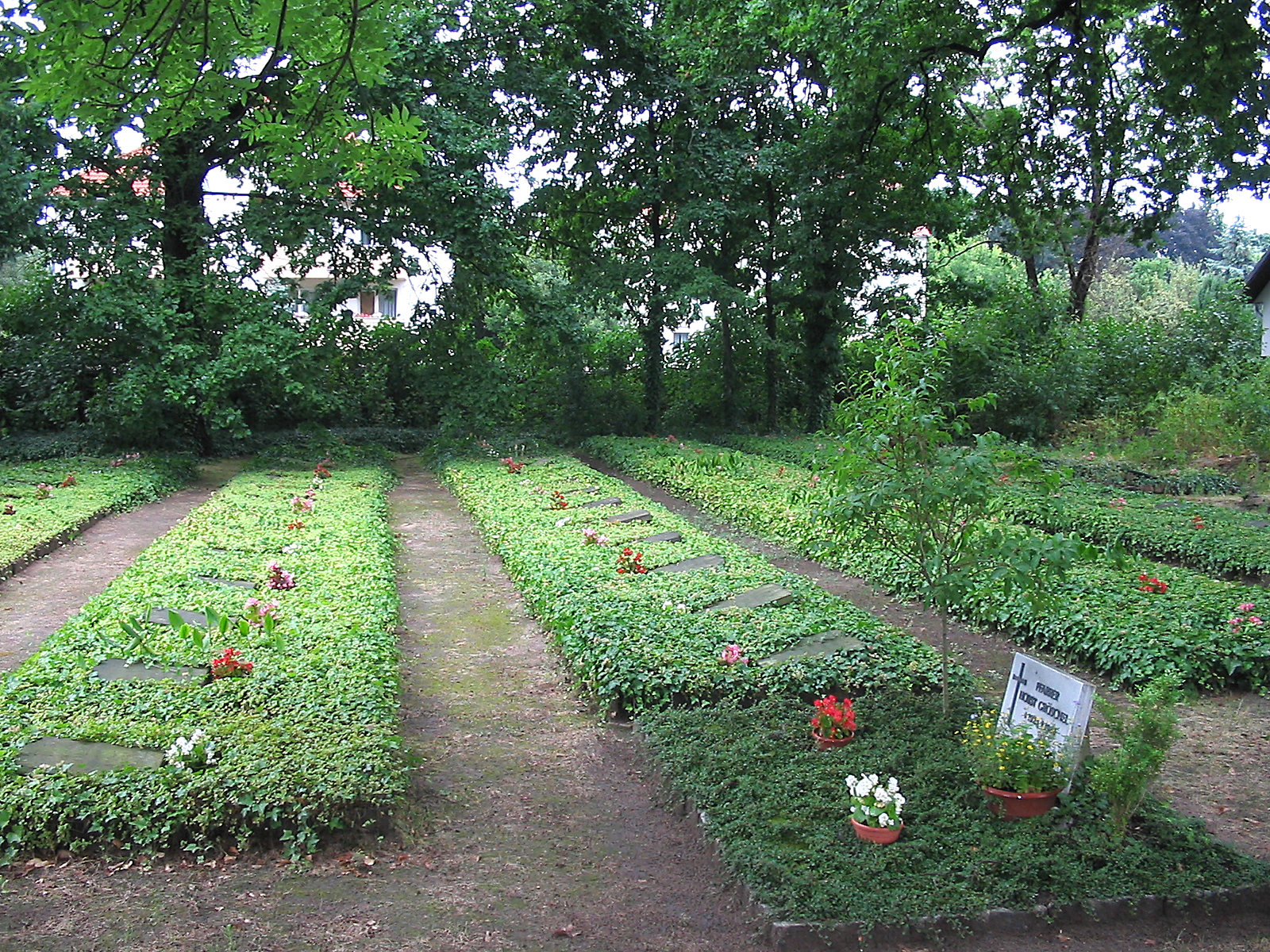
Diakonissengräber Alter Friedhof

Im Winkel der heutigen Kötzschenbrodaer Straße und Am Gottesacker lag der Gerichtsplatz der Region, genannt der Galgenberg.
Vor 1566 wurde als zweite Begräbnisstelle der Parochie Kötzschenbroda bei Fürstenhain ein Pestfriedhof angelegt, der auch nach den Epidemien in Benutzung blieb und als Gottesacker, später als Alter Friedhof bezeichnet wurde. Dieser Friedhof wurde 1602 erstmals urkundlich erwähnt. Ab Ende des 17. Jahrhunderts wurde der Gottesacker zum Hauptbegräbnisort der Parochie.
1853 wurde auf dem Friedhof die heute noch benutzte Parentationshalle errichtet.
Da der Friedhof trotz aller Erweiterung nicht mehr ausreichte, wurde ab 1860 nicht weit östlich ein neuer Friedhof geplant, der 1874 eingeweihte Neue Friedhof. Dieser ist heute als Friedhof Radebeul-West einer der beiden Hauptfriedhöfe der Stadt Radebeul. Der Alte Friedhof wurde in der Folgezeit hauptsächlich zur Beerdigung von Verstorbenen der in der Niederlößnitzer Heinrich-Zille-Straße liegenden Diakonissenanstalt Bethesda sowie des dazugehörenden Magdalenenasyls benutzt. Obwohl der Friedhof 1911 geschlossen werden sollte, ist er bis heute in Betrieb.

## Beschreibung
Der Friedhof wurde bereits 1904 von Gurlitt in seiner Fundamentalinventarisation als Kunstdenkmal beschrieben:

„Der Friedhof im östlichen Theile des Ortes wurde im Jahre 1602 angelegt. Seitlich rechts vom Eingang eingemauert eine Spitzverdachung, 58 : 160 cm messend, die seitlichen Ecken sind verbrochen, in der Mitte ein vertieftes Dreieck, darin im Relief ein Todtenschädel mit gekreuzten Knochen und einem Kreuze. Unten an der glatten Umrahmung schwer erkenntlich bez.: H.G.….….6.6.B. Es dürfte dies wohl ein Theil des Cruzifixes sein, das auf dem Friedhofe stand.“

Heutzutage stellt der Friedhof sich als kleine Grünanlage auf dreieckigem Grundstück dar, eingefasst von Einfriedungsmauern zwischen Kötzschenbrodaer Straße und der Straße Am Gottesacker, wo auch der Eingang liegt. Die Spitze des Dreiecks ist abgetrennt und mit einem Privathaus bebaut.

## Grabmale

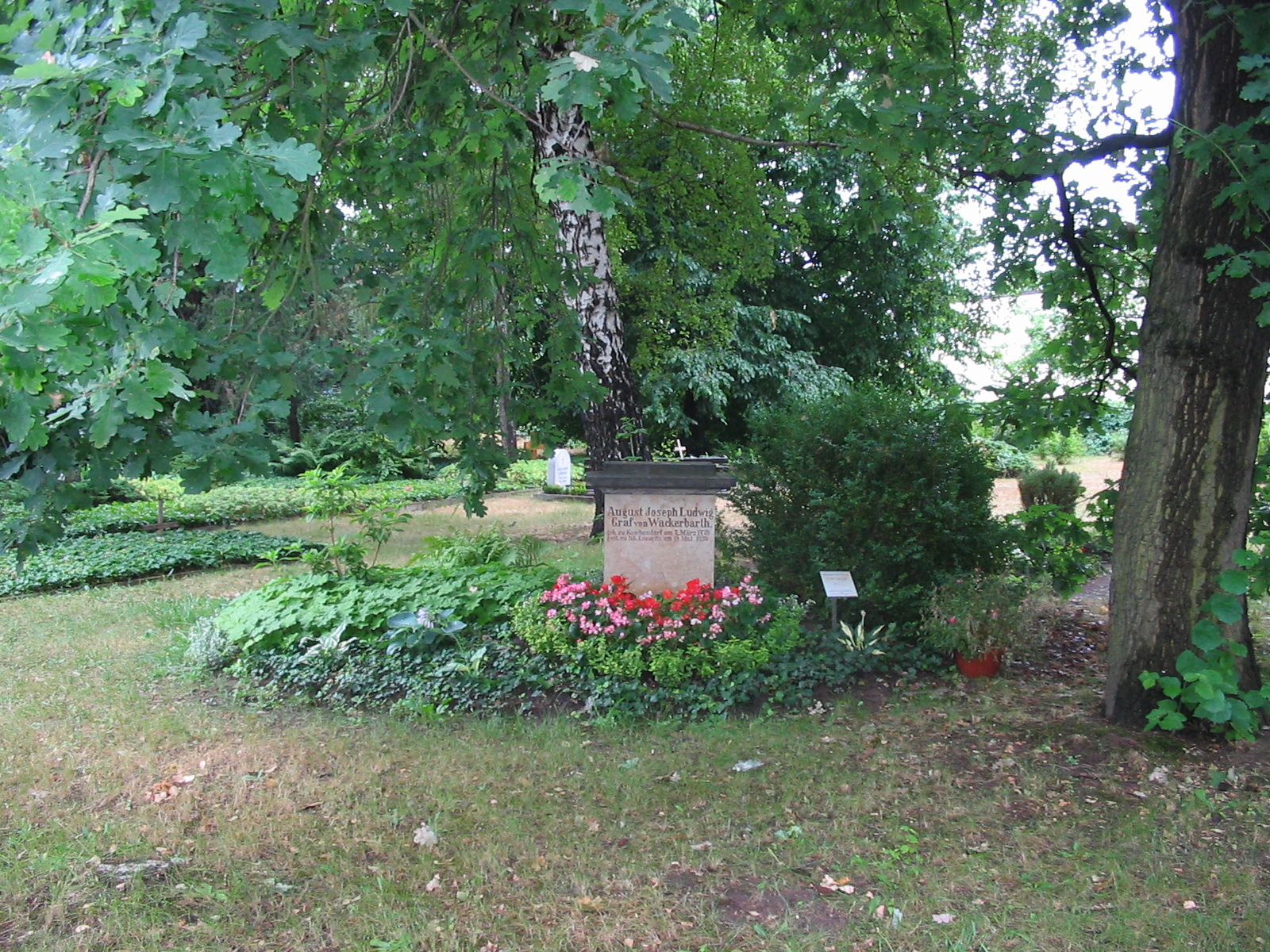
Der wiederaufgestellte Grabstein von August Josef Ludwig von Wackerbarth

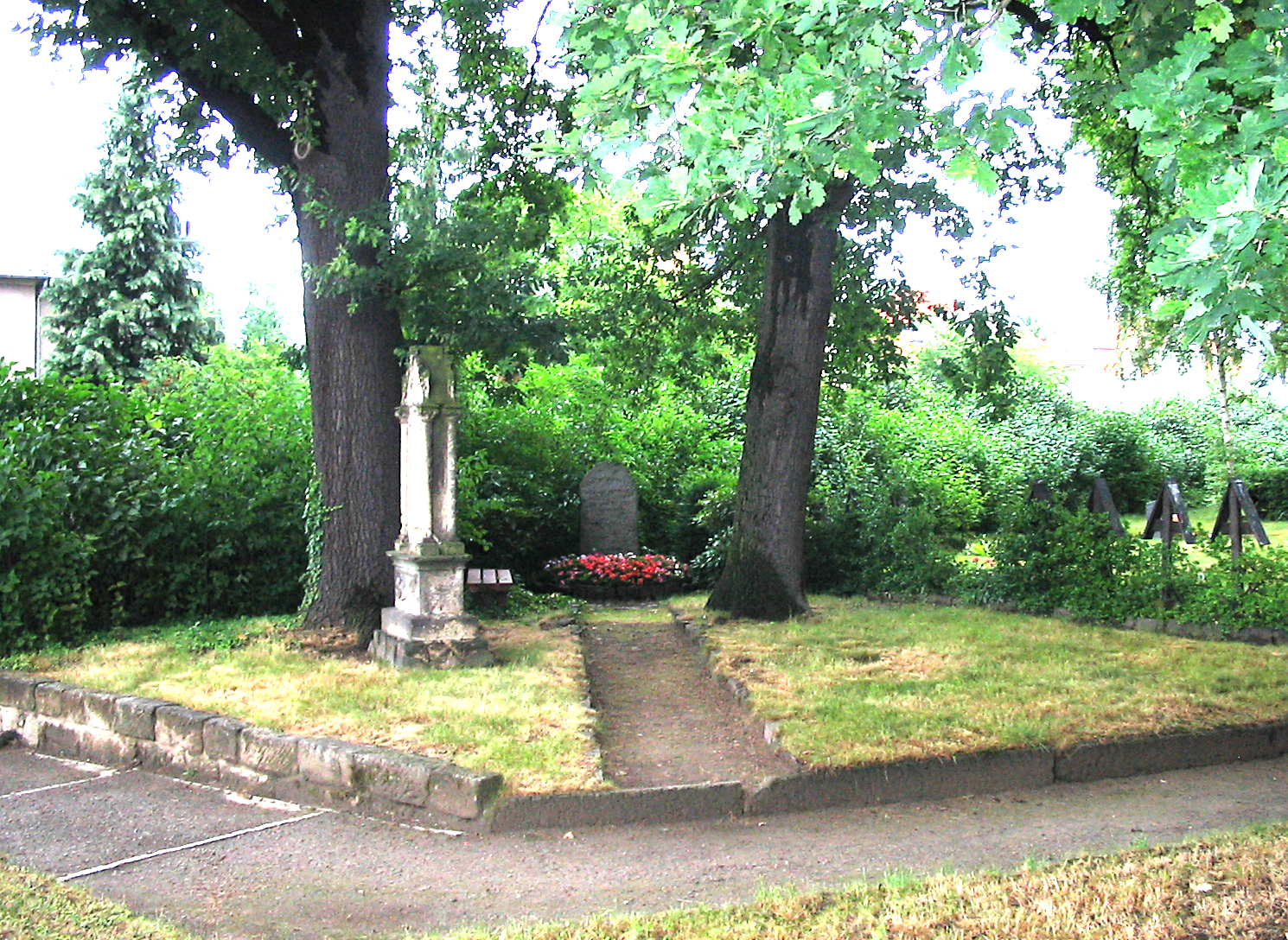
Zweiter-Weltkrieg-Mahnmal Alter Friedhof

Die wenigen auf dem Friedhof liegenden, historischen Grabmale sind dem Verfall preisgegeben und kaum noch zu identifizieren, während dasjenige von August Josef Ludwig von Wackerbarth von einem Steinmetz aufgearbeitet und am 19. Mai 2010 anlässlich des 160. Todestages durch den verein für denkmalpflege und neues bauen radebeul zusammen mit dem Kunstverein wieder aufgestellt wurde.
- Johann Peter Hundeiker (1751–1836), Pädagoge und herzoglich braunschweigischer Schulrat.
- August Josef Ludwig von Wackerbarth (1770–1850), Historiker, Kunsthistoriker und Kunstsammler, Besitzer von Schloss Wackerbarth.[5]

Darüber hinaus steht gleich links neben dem Eingang ein Mahnmal für die Opfer des Zweiten Weltkriegs, auf der rechten Seite begleitet durch einige wenige Soldatengräber.